# 곽자흥
저양왕 곽자흥(滁陽王 郭子興, 1302년 6월 12일 ~ 1355년 8월 18일)은 중국 원말명초 시기 홍건적(紅巾賊) 반란군 지도자이자, 명나라의 추존왕이다.
명 태조 홍무제 주원장(明 太祖 洪武帝 朱元璋)의 첩장인(妾丈人)이기도 하다.

## 생애
그는 원나라 시대 말기 인물인데 아직 젊어서부터 협객(俠客)들과 어울려 사귀었으며, 원나라 말기 시절 홍건도(紅巾徒)를 봉기하였는데 당시 그의 양대 애제자(兩代 愛弟子)였던 탕화(湯和)와 주원장(朱元璋) 이들 둘이 사부(師父)인 그의 군문(軍門)에 참가하여 여러 번 공을 세웠으며, 특히 주원장(朱元璋)이 그의 슬하 3남 1녀(4남매) 중 외동딸을 측실(側室)로 삼았으니 훗날의 혜비 곽씨(惠妃 郭氏)이다.
그는 홍건군(紅巾軍) 시절에도 두 애제자(愛弟子)인 탕화(湯和)와 주원장(朱元璋)의 협력을 받음은야 물론이거니와 그에 아울러 휘하 상급 병솔 명옥진(明玉珍) 등의 협력을 받음으로 인하여 여러 차례 원(元)나라 군사(軍事)들을 격파하였으나, 동지들과 동지들 간에 일어나는 내분이 그치지 않아 항상 근심하던 중 병사하였다.

## 사후
그의 사후 13년이 지난 1368년, 애제자(愛弟子)인 주원장(朱元璋)이 탕화(湯和) 등과 함께 야합하여 원(元)나라를 무너뜨리는 쾌거를 세우고 결국 1368년 주원장(朱元璋)이 명 태조 홍무제(明 太祖 洪武帝)로 보위 등극한지도 2년 후 1370년, 저양왕(滁陽王)으로 추서(追叙)되었다.